# Strong Bad’s Cool Game for Attractive People
Strong Bad’s Cool Game for Attractive People — эпизодический графический квест, основанный на веб-мультфильме  Homestar Runner, в котором главный герой — Strong Bad. Игра была разработана Telltale Games. Всего было выпущено пять эпизодов для Microsoft Windows и WiiWare с 11 августа 2008 г. по 15 декабря 2008 г. Он был выпущен на PlayStation 3 в Северной Америке 21 декабря 2010 года, а позднее — в других регионах. Существует также версия для OS X.

## Геймплей
Strong Bad’s Cool Game for Attractive People использует механику «point and click». Игрок играет за Strong Bad, одного из самых популярных персонажей в Homestar Runner, по мере того, как он идет по жизни, взаимодействуя с персонажами. Каждая игра содержит свою цель, которую игрок должен достичь, общаясь с персонажами и используя предметы.
Помимо механики «point and click», в каждом эпизоде есть мини-игра в аркадном стиле. Например, в первом эпизоде изображена игра под названием Snake Boxer 5. Другие функции включают настраиваемую карту, скрытые и коллекционные предметы такие как карты 3 × 5, используемые для создания комиксов Teen Girl Squad, и возможность делать снимки для отправки друзьям через WiiConnect24 или по электронной почте (в зависимости от используемой версии).

## Эпизоды
| Эпизод | Дата выхода         |
| --- | ------------------- |
| |                     |
| Эпизод 1 — «Homestar Ruiner» | 11 августа 2008 г.  |
| Strong Bad получает электронное письмо с предложением «победить» своего давнего конкурента Homestar Runner. Однако, когда он туда добирается, он обнаруживает, что Homestar вступил в трехгодичную гонку Свободная страна США, и решает, что побить Homestar в его собственной игре будет еще веселее, чем просто побить его. Он маскируется под Homestar, отвлекает его от гонки и проигрывает. Возникший в результате хаос превращает Homestar в неудачника, зарабатывает для него судимость и заставляет свою подругу Marzipan расстаться с ним. Хотя Strong Bad изначально гордится тем, что разрушил жизнь Homestar, эти усилия имеют неприятные последствия, когда Homestar переезжает в дом Strong Bad, считая его «единственным другом». В попытке вывести Homestar из своего дома, Strong Bad должен устранить вред, который он причинил жизни Homestar. Homestar Ruiner также включает мини-игру Snake Boxer 5, пародию на игру Boxing с Atari 2600 в которой игрок, управляющий боксером по имени Boxer Joe, смотрит сверху вниз, сражаясь за кругом змей на боксерском ринге. |                     |
| |                     |
| Эпизод 2 — «Strong Badia the Free» | 15 сентября 2008 г. |
| В начале эпизода Король города вводит налог на электронную почту. Strong Bad является главным пострадавшим. Однако, не зная о существовании налога, он помещен под домашний арест (с взрывным воротником на шее); это затруднительное положение заставляет его объединить граждан, чтобы восстать против властей. Затем Strong Bad объявляет свой собственный участок земли (пустой участок с забором, запасным колесом и граффити, который Strong Bad назвал Strong Badia) независимой страной. Вдохновляющая речь, которую он произносит перед гражданами, вдохновляет их на создание собственных независимых стран. Чтобы свергнуть короля города, Strong Bad должен пробраться через страны и снова объединить Свободную Страну США под своим флагом. В эпизоде есть мини-игра — Math Kickers: Featuring the Algebros, пародия на beat ’em upы, такие как Double Dragon, в которой игрок решает математические задачи, избивая врагов. Кроме того, в эпизоде также есть вторая мини-игра, которая называется Maps & Minions.                                                          |                     |
| |                     |
| Эпизод 3 — «Baddest of the Bands» | 27 октября 2008 г.  |
| В начале эпизода FunMachine Strong Bad’а (видеоигровая система, похожая на Atari 2600) внезапно ломается. Strong Bad не имеет денег, чтобы починить её. В попытке получить деньги он организует Battle Royale of the Bands, вместе с местными группами и знаменитостями, приглашенными звездами — бандой из 80-х Limozeen. Когда это все еще не покрывает гонорар, Strong Bad вынужден конкурировать с собственной рок-группой и получить денежный приз. |                     |
| |                     |
| Эпизод 4 — «Dangeresque 3: The Criminal Projective» | 17 ноября 2008 г.   |
| Этот эпизод получает свой сценарий из шутки на сайте. Эпизод на самом деле «фильм» Dangeresque 3. Strong Bad наконец-то закончил свой долгожданный фильм и приглашает своих друзей в подвал на премьеру фильма. Затем игрок берет на себя роль Dangeresque, охватывающий клише и тропы жанра боевика, в фильме, похожем на очень низкобюджетный фильм. |                     |
| |                     |
| Эпизод 5 — «8-Bit is Enough» | 15 декабря 2008 г.  |
| История начинается в конце эпизода 4, когда Strong Bad спрыгивает с дивана и попадает в аркадный автомат Трогдор. Аркадный автомат Trogdor отращивает руку, ноги и крылья и оживает. Strong Sad утверждает, что Strong Bad повредил 8-битное поле защиты и должен заказать замену. В результате нечетной серии событий поле сдерживания нарушается, в результате чего мир видеоигр и мир Свободной страны США объединяются. Элементы и персонажи видеоигр начинают вторгаться в реальный мир, и наоборот. В последующем хаосе Трогдор сбегает от своей игры и «сжигает» страну Strong Badia. Strong Bad должен победить свое огненное создание раз и навсегда, заставив членов группы из других игр перейти в темницу зверя и восстановить баланс между двумя мирами. Но кто-нибудь знает, как убить дракона? |                     |

## Разработка
Впервые о серии было рассказано в короткометражке Homestar Runner, опубликованной на YouTube, под названием «Strong Bad Gameways», пародии на демонстрацию безопасности перед полетом с Wii Remote. Сама игра была официально анонсирована 10 апреля 2008 года в пресс-релизе от Telltale Games. Второй сезон может быть сделан, если первый сезон хорошо продается.
По словам Марка Дарина, ведущего дизайнера сериала в Telltale Games, и Майк, и Мэтт Чепмен, создатели Homestar Runner, были очень вовлечены в процесс производства игр, даже на раннем этапе: «На этапе проектирования у нас были сеансы с ними, где они вносили свой вклад в идеи, которые в конечном итоге стали сюжетами эпизодов». Затем один из наших дизайнеров написал сценарий эпизода и передал его братьям, чтобы они пересматривали, редактировали и переписывали всё, что сочтут необходимым, чтобы всё это выглядело как Strong Bad.

## Отзывы
| Игра                                   | GameRankings               | Metacritic       |
| -------------------------------------- | -------------------------- | ---------------- |
| Homestar Ruiner                        | (Wii) 76,76 % (PC) 73,33 % | (Wii) 76 (PC) 73 |
| Strong Badia the Free                  | (PC) 80,46 % (Wii) 79,36 % | (Wii) 82 (PC) 81 |
| Baddest of the Bands                   | (PC) 79,64 % (Wii) 78,82 % | (PC) 79 (Wii) 79 |
| Dangeresque 3: The Criminal Projective | (PC) 82,68 % (Wii) 81,23 % | (PC) 81 (Wii) 81 |
| 8-Bit is Enough                        | (Wii) 84,62 % (PC) 83,86 % | (Wii) 83 (PC) 82 |

### Эпизод 1 — Homestar Ruiner
Episode 1 — Homestar Ruiner получил умеренно положительные отзывы. Агрегаторы отзывов GameRankings и Metacritic дали версии Wii 76,76 % и 76/100, а версии для ПК 73,33 % и 73/100. IGN дал игре 8,1 из 10, с аутентичной презентацией, озвучкой, музыкой и вступительной песней, которая произвела на них наибольшее впечатление. Они также считали, что игра является обязательной для загрузки поклонниками, но чувствовали, что опыт был недолгим и не открывает никаких новых возможностей для жанра. GameSpot, напротив, полагал, что юмор мультфильма не очень хорошо подходит для приключенческой игры, и дал ей 5/10. ONM дал ей 88 %, назвав его одной из лучших игр на WiiWare на данный момент, но юмор в нем не для всех. Он был удостоен награды «Лучшая озвучка для Wii» от IGN в наградах за видеоигры 2008 года IGN также сделала её кандидатом на звание «Лучшая история» и «Лучшая игра на WiiWare», это единственный эпизод с рейтингом T.

### Эпизод 2 — Strong Badia the Free
Episode 2 — Strong Badia the Free получил положительные отзывы. Агрегаторы отзывов GameRankings и Metacritic дали ПК-версии 80,46 % и 81/100, а версии для Wii 79,36 % и 82/100. IGN, давшая игре 8.2/10, повторила их оценку из своего обзора Homestar Ruiner отметив, что эпизод будет немного длиннее и полнее, чем его предшественник, но все же очень ориентирован на фанатов. GameSpot, которому не понравился первый эпизод, дал Strong Badia the Free 7.0/10, полагая, что эпизод был заметным улучшением с более линейным и оригинальным сюжетом, и более забавные шутки, которые они чувствовали, не нуждались в поддержке слабого игрового процесса, отмеченного в его предшественнике. ONM дал ему 86 %, заявив, что, хотя это было дольше и смешнее, стратегия в конце слаба, что приводит к более низкому баллу. Тем не менее, эпизод действительно получил лучший прием из пяти.

### Эпизод 3 — Baddest of the Bands
Episode 3 — Baddest of the Bands получил положительные отзывы. Агрегаторы отзывов GameRankings и Metacritic дали версии для ПК 79,64 % и 79/100, а версию Wii — 78,82 % и 79/100. IGN дал 8.4/10, утверждая, что в нем «лучшие головоломки, с которыми столкнулся наш герой», а также «лучшая мини-игра Strong Bad на данный момент». WiiWare World дал игре 7 из 10, отметив, что хотя игра продолжает нравиться поклонникам предыдущих эпизодов, она не предлагает ничего для новых игроков.

### Эпизод 4 — Dangeresque 3: The Criminal Projective
Episode 4 — Dangeresque 3: The Criminal Projective получил положительные отзывы. Агрегаторы отзывов GameRankings и Metacritic дали версии для ПК 82,68 % и 81/100, а версии для Wii — 81,23 % и 81/100. Nintendo Life дали игре 8 из 10. Они назвали эпизод «просто лучшим эпизодом» и надеялись, что финал сезона будет еще лучше. IGN дал игре 8.5 / 10, снова восхваляя озвучку Мэтта Чепмена и музыку, а отметив то, что, по их словам, эпизод «немного более амбициозен, чем другие».

### Эпизод 5 — 8-Bit is Enough
Episode 5 — 8-Bit is Enough получил положительные отзывы. Агрегаторы отзывов GameRankings и Metacritic дали версии для Wii 84,62 % и 83/100, а версии для ПК 83,86 % и 82/100.